# أسود (مسلسل كوري جنوبي)
أسود (بالكورية: 블랙)؛ هو مسلسل تلفزيوني كوري جنوبي من بطولة سونغ سيونغ هون،غو أرا ولي إل، تم عرض المسلسل على قناة أو سي إن في 14 أكتوبر حتى 10 ديسمبر 2017.

## روابط خارجيّة
أسود على موقع IMDb (الإنجليزية)
- أسود على موقع روتن توميتوز (الإنجليزية)
- أسود على موقع نتفليكس (الإنجليزية)
- أسود على موقع فيلمافينيتي (الإسبانية)
- أسود على موقع ليتربوكسد (الإنجليزية)
- أسود على موقع كينوبويسك (الروسية)
- أسود على موقع قاعدة بيانات الفيلم (الإنجليزية)